# Missionnaires d'Afrique
Les Missionnaires d'Afrique (en latin : Missionarii Africae, en abrégé M.Afr) forment une société de vie apostolique missionnaire de droit pontifical également connus sous le nom de Pères blancs. Ils ne doivent pas être confondus avec les missionnaires de la Société des missions africaines.

## Historique

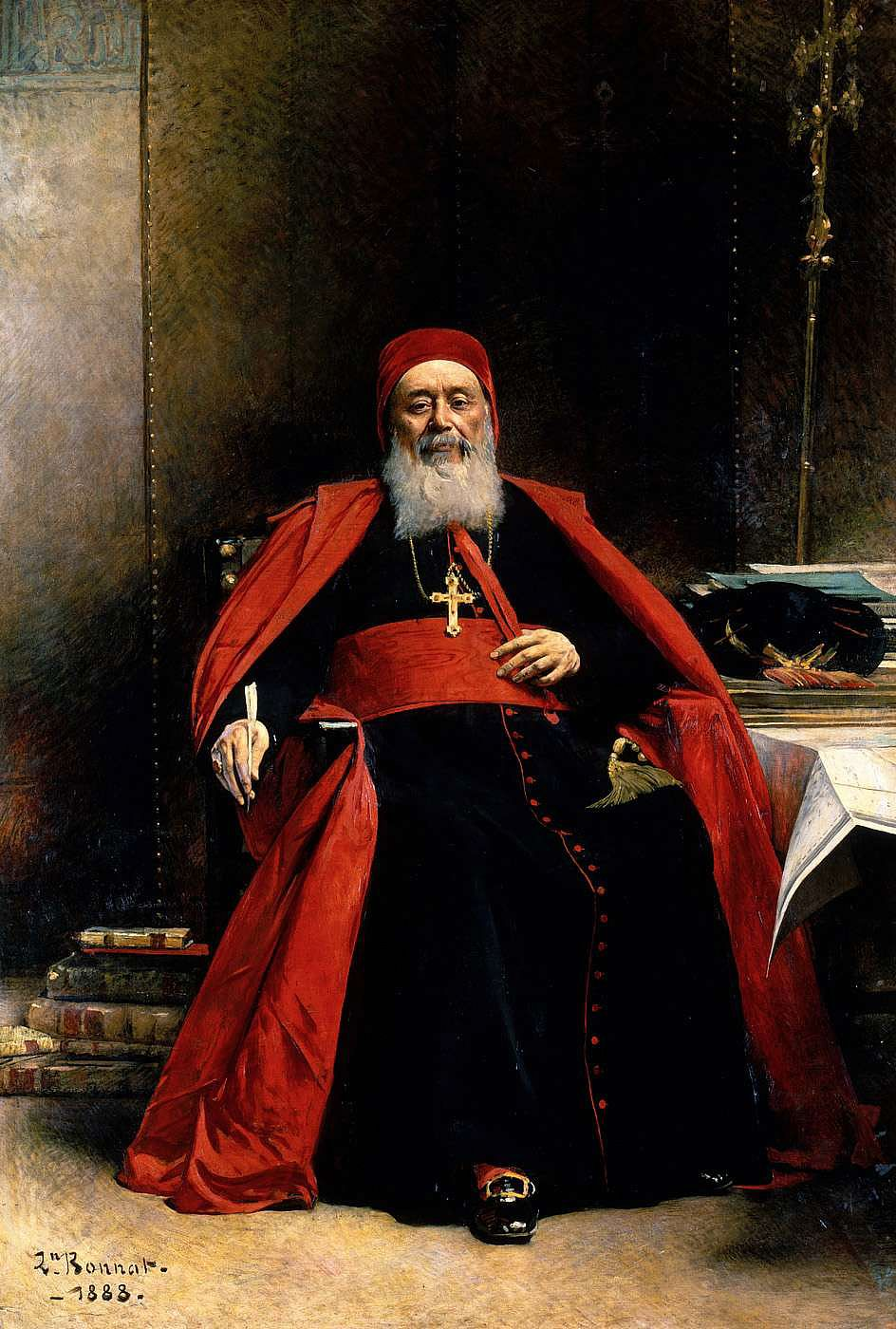
Portrait du cardinal Lavigerie par Léon Bonnat en 1888.

C'est à l'époque de la famine, consécutive à une épidémie de choléra, de 1867, qui laisse un grand nombre d'orphelins dans la région côtière de l'Algérie, que Mgr Lavigerie est nommé archevêque d'Alger. Le 6 juin 1868, Pie IX le nomme préfet apostolique du Sahara-Soudan. Mgr Lavigerie fonde sa société des Missionnaires d’Afrique à Maison-Carrée (actuelle El-Harrach) en Algérie française en 1868, avec son noviciat à Alger et le domaine d'Oulid Adda, pour dans un premier temps instruire et catéchiser les enfants et fonder des villages chrétiens à partir de familles formées par les anciens orphelins baptisés, et dans un second temps évangéliser les populations du Sahara et d'Afrique centrale (1868). Il le fait cependant dans un contexte d'opposition de l'administration coloniale dès le début. Une branche féminine est fondée en 1869, les Sœurs missionnaires de Notre-Dame d'Afrique.
Leur première tâche : s'occuper de l'éducation des orphelins et orphelines que par centaine ils recueillaient. Des villages furent créés à Maison-Carrée, où étaient offerts aux nouveaux couples chrétiens (les orphelins devenus adultes) de petits domaines agricoles.
Lors de la révolte de Kabylie de 1870-1871, la société traverse une crise et tous les séminaristes la quittent. Elle se reconstitue en 1871, lorsque le séminaire ouvre à nouveau ses portes à Maison-Carrée, sous la direction du jésuite François-Joseph Desbillons. Par la suite, le supérieur général réside à Maison-Carrée et le scolasticat est transporté à Saint-Louis de Carthage, et Thibar, le noviciat demeurant à Maison-Carrée. La maison mère des Pères blancs demeure à Maison-Carrée jusqu'en 1953, date à laquelle le supérieur général installe ses quartiers à Rome.
La société va se développer rapidement (le premier chapitre général a lieu en 1874). Ses constitutions sont acceptées en 1879 et approuvées définitivement par Rome en 1908, alors que la Société est dirigée par Mgr Livinhac. Jusqu'après la Seconde Guerre mondiale, elle sera l'une des sociétés missionnaires francophones des plus célèbres, souvent évoquée dans la littérature ou le cinéma de l'époque.

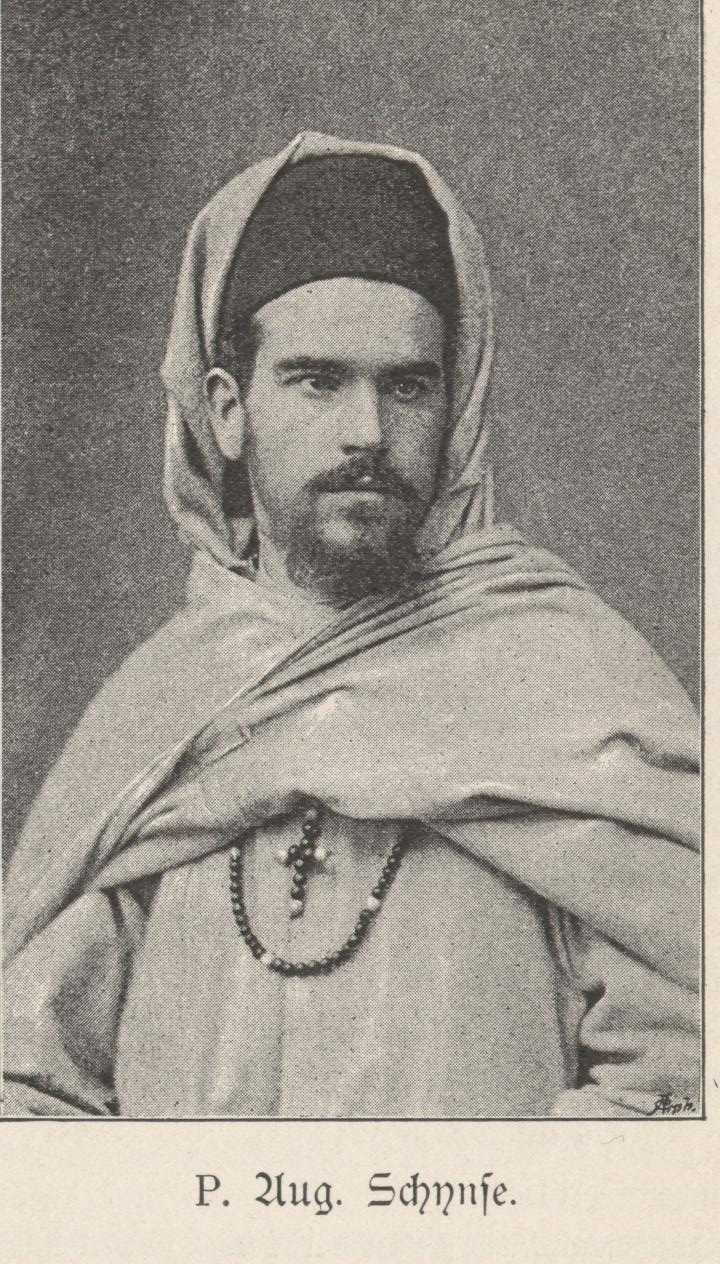
Photographie du P. August Schynse (1857-1891), missionnaire au Congo, puis en Afrique orientale allemande et explorateur.

Le costume religieux des pères consistait traditionnellement en une soutane blanche, ou une gandoura, avec un burnous blanc, un rosaire à gros grains blancs et noirs, une croix autour du cou et une chéchia de feutre rouge sur la tête, mais aujourd'hui les missionnaires sont en civil.
Les Pères blancs ont ouvert leur première maison en France métropolitaine en 1874, en Tunisie en 1875, en Afrique de l'Est en 1878, en 1884 en Belgique, en 1894 en Allemagne et au Soudan français, en 1901 au Québec. Ils achètent la maison de Saint-Laurent-d'Olt en Aveyron en 1884, d'abord petit séminaire, puis maison de retraite de 1948 à 1955, année où elle est vendue.
En 1892, Mgr Lavigerie meurt. Prosper Auguste Dusserre est nommé évêque d'Alger, mais c'est Léon Livinhac qui lui succède comme supérieur général des Pères blancs, jusqu'à sa mort en 1922. Les Pères blancs se sont distingués par leurs travaux d'ethnographie et géographie africaines. Ils ont souvent été à la pointe de l'exploration scientifique du continent africain.

### Les premières missions

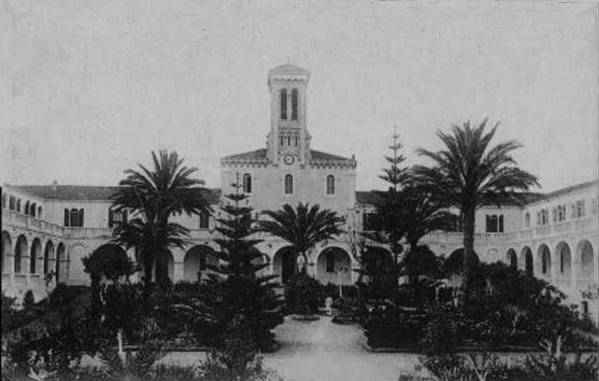
Maison-mère des Pères blancs à Maison-Carrée (Algérie).

Les premiers serments sont prononcés en octobre 1872, et dès 1876, des postes de mission sont installés peu à peu en Kabylie et au Sahara, parfois au péril de la vie des missionnaires :
- en 1876, les PP. Ménoret, Bouchand et Paulmier qui devaient se rendre à Tombouctou sont trahis par leurs guides touaregs et massacrés ;
- en 1881, les PP. Richard, Pouplard et Morat, partant de Tripolitaine pour se rendre au Soudan, traversent le désert et tombent dans une embuscade et sont assassinés ;
- en 1886, c'est le martyre des chrétiens de l'Ouganda.

Le 24 février 1878, Léon XIII confie l’Afrique équatoriale aux Pères blancs : dix missionnaires quittent Alger pour fonder quatre missions, celle du lac Nyanza, du lac Tanganyika (qui forme aujourd'hui les archidiocèses de Kampala, Gitega et Tabora), celle de Kabélé, capitale du Muata-Yamvo, et au point le plus au nord sur le cours du fleuve Congo. Ce sont aujourd'hui les diocèses de Kigoma, Lilongwe et Kalemie-Kirungu.
En 1883, Mgr Léon Livinhac installe sa résidence à Kamoga, dans le Bukumbi (actuelle Tanzanie), région située au sud du lac Victoria ; puis deux ans plus tard, à Karema, au bord du lac Tanganyika.
La mission du Soudan français (aujourd'hui au Mali) est fondée en 1894. C'est aujourd'hui l'archidiocèse de Bamako. Deux caravanes arrivent à Ségou (Mali actuel) en 1895, poste de mission dirigé par le P. Hacquard, la troisième va en Guinée.
Jean-Joseph Hirth (1854-1931) est quant à lui le fondateur de l'Église au futur Rwanda.

### Situation en 1899
Lors du chapitre général du 1er mai 1899, les Missionnaires d'Afrique administrent sept vicariats apostoliques :
- Vicariat apostolique du Tanganyika, par le vicaire apostolique Adolphe Le Chaptois ;
- Vicariat apostolique de Nyassa, par le vicaire apostolique Joseph Dupont ;
- Vicariat apostolique du Victoria Nyanza méridional, par le vicaire apostolique Jean-Joseph Hirth et son délégué B. Huwiler ;
- Vicariat apostolique du Victoria Nyanza septentrional, par le vicaire apostolique Henri Streicher et son délégué Auguste Achte. ;
- Vicariat apostolique du Sahara et Soudan, par le vicaire apostolique Augustin Hacquard, et son délégué H. Éveillard ;
- Vicariat apostolique d'Ounyanyembé, par le vicaire apostolique François Gerboin, et son délégué S. Moullec ;
- Vicariat apostolique du Haut-Congo, par le vicaire apostolique Victor Roelens, et son délégué Edward Herrebaut.

### AuXXesiècle
Augustin Hacquard a joué un grand rôle dans les missions en Afrique occidentale et plus particulièrement dans l'actuel Mali. Il s'est joint en 1896 à la mission Hourst, qui était une mission hydrographique sur le fleuve Niger.
Les missions du Sahara finissent par être regroupées en une préfecture apostolique.
Les Pères blancs ont joué un rôle majeur dans l'évangélisation de l'Ouganda, de l'actuelle République démocratique du Congo (RDC), du Rwanda, du Burundi, du Ghana et de la Haute-Volta.
Lors de l'expulsion des congrégations en 1903, les Pères blancs furent une des cinq congrégations catholiques masculines autorisées à poursuivre leur activité en France. Ils ouvrent des écoles apostoliques (petits séminaires), notamment l'école Saint-François d'Hazebrouck, ou celles de Saint-Laurent-d'Olt ou Thy-le-Château, postulat d'Antilly, noviciats de Kerlois en Bretagne, Tournus en Bourgogne, ou Altkirch en Alsace, scolasticat de Mours, maison de formation des frères à Bonnelles, etc. Ces établissements ferment tous dans les années suivant le concile Vatican II.

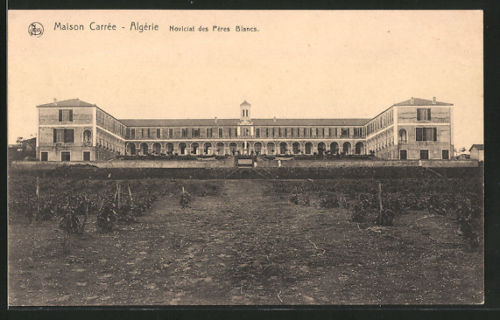
Noviciat de Maison-Carrée, près d'Alger.

En 1922, les missionnaires prêtres sont au nombre de 674 et les frères de 180. En 1930, il y a déjà une cinquantaine de prêtres « indigènes ». En 1939, leur nombre a plus que doublé : ils sont 1 493 prêtres et 508 frères, soit un total de 2 001 membres, dont plus de la moitié sur le terrain en Afrique. Le nom de religion des frères est aboli en 1957 (ils n'étaient auparavant appelés que par leur nom de religion, presque toujours différent de leur nom de baptême, et sans leur nom de famille). Les effectifs culminent à plus de 3 000 membres, juste avant le concile Vatican II. Le noviciat pour les futurs prêtres se déroule à Maison-Carrée et le scolasticat dans l'immense domaine agricole des Pères Blancs, le domaine de Saint-Joseph de Thibar dans le protectorat français de Tunisie. Les Pères y cultivent des vignes (produisant différents vins de l'AOC de Thibar et la fameuse thibarine), des céréales, oliveraies et arbres fruitiers et pratiquant l'élevage (dont la noire de Thibar).

## Rite oriental

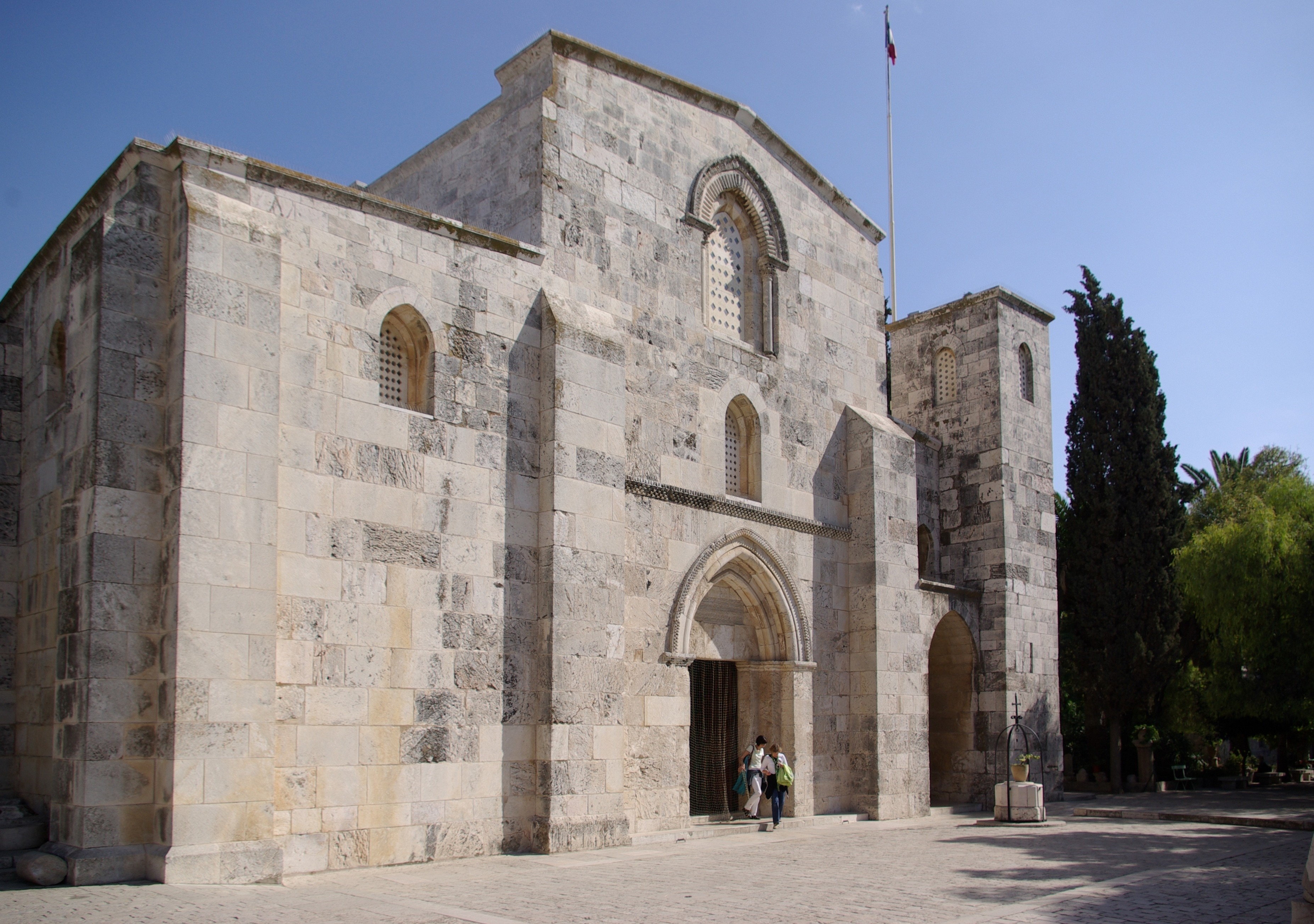
Façade de l'église Sainte-Anne de Jérusalem confiée aux Pères blancs.

Les Pères blancs sont dès le début investis dans la protection des chrétiens orientaux souvent persécutés par le pouvoir ottoman. Ils fondent à Jérusalem un séminaire grec-melkite en 1880 à Sainte-Anne à la demande du Saint-Siège, pour la formation de leur clergé dispersé au Moyen-Orient. Il ferme en 1946, mais les Pères blancs conservent l'église Sainte-Anne et les bâtiments attenants servant aux études et aux recherches. Ils s'installent aussi en Syrie.

## Langues
Pour entrer au noviciat (entre 18 et 35 ans, mais la plupart avant 25 ans), il fallait obligatoirement avoir étudié le latin, pendant au moins une partie de ses études secondaires. Cette mesure fut en vigueur jusqu'au début des années 1970. L'apprentissage de l'arabe et du swahili au noviciat fut obligatoire jusqu'au chapitre de 1920, après cette date, c'est l'anglais qui les remplace, puisque la moitié des futurs missionnaires auraient à travailler dans des colonies anglaises. La plupart des novices étant francophones, jusque dans les années 1970, la langue de la Société est uniquement le français, mais on y ajoute l'anglais dès 1947. Aujourd'hui le français n'est plus langue majoritaire. Autrefois, les missionnaires apprenaient les langues locales en arrivant à leur mission. Une grande majorité d'entre eux furent linguistes, grammairiens, auteurs de dictionnaires, etc. pour des langues qui n'avaient pas de sources écrites. Lectionnaires, catéchismes, bibles et toute sorte de brochures et publications étaient imprimés à Maison-Carrée et expédiés dans toute l'Afrique.
Aujourd'hui, les étudiants séminaristes font des études universitaires de langues approfondies pendant leur formation.

## Aujourd'hui
Les Pères blancs étaient au nombre de :
- 2 098 en janvier 1998 ;
- neuf évêques, 1 498 prêtres, 156 frères, 16 clercs et 5 associés et 354 séminaristes en janvier 2006 ;
- 1 712 membres, dont environ 1 400 prêtres, en 261[15] maisons en 2007 ;
- 1 263 membres en 2016, dont 11 évêques, 1 141 prêtres et 94 frères coadjuteurs, 16 clercs de serment perpétuel et 1 associé[16] avec une moyenne d'âge de plus de 69 ans, car 91 % des Pères blancs en Europe ont plus de 75 ans[17], ce qui pose la question de l'avenir de la Société qui est en voie de disparition en Europe. Les Pères blancs sont issus de 36 nationalités, dont les quatre premières sont la française (203), la belge (162), la canadienne (129) et l'allemande (124). Il y avait 27 Suisses en 2016. Ils sont en 2016 les plus nombreux en France (162), suivis de la Belgique (138) et du Canada (109), où ils ont presque tous dépassé les 70 ans. En 2015, les entrées représentaient 15 membres et les ordinations, 22 membres. Sur les 494 jeunes en formation, le premier pays est le Congo avec 112 étudiants suivi du Burkina Faso avec 58 étudiants. Il n'y a plus aucune vocation issue d'Europe depuis plusieurs années, sauf 1 en Allemagne et 5 en Pologne en date de septembre 2015[16]. La Société prendra donc une identité africaine d'ici quelques années, permettant aux Africains de s'évangéliser entre eux et d'évangéliser en Europe. Il est à noter qu'ils ont ouvert à la fin du XXe siècle de toutes petites communautés de préformation, une à Lublin en Pologne, une au Mexique, une à Cebu aux Philippines et une à Bangalore en Inde[18]. Les candidats de ces maisons suivent le début de leur formation dans les séminaires diocésains.

Selon leurs constitutions, ils ne peuvent pas être moins de trois, pour chaque maison. La société des Missionnaires d'Afrique dépend de la Congrégation pour l'évangélisation des peuples. Le supérieur général de la société est élu en chapitre général pour six ans. La société accepte toute nationalité, dans ses maisons de formation. Les Pères blancs n’ont plus, aujourd’hui, d’établissement de formation en Europe ou en Amérique. La maison généralice des Pères blancs est depuis 1953 à Rome.
Succédant au Français Gérard Chabanon, le supérieur général entre 2010 et 2016 est le R.P. Richard Baawobr, de nationalité ghanéenne et anglophone. C'est le premier supérieur général de la Société d'origine africaine. Le XXVIIIe chapitre général se tient du 13 mai au 13 juin 2016 à Rome pour élire un nouveau supérieur général. C'est un Zambien, le P. Stanley Lubungo, également anglophone, qui est élu le 27 mai 2016 à la tête de la congrégation.

### France

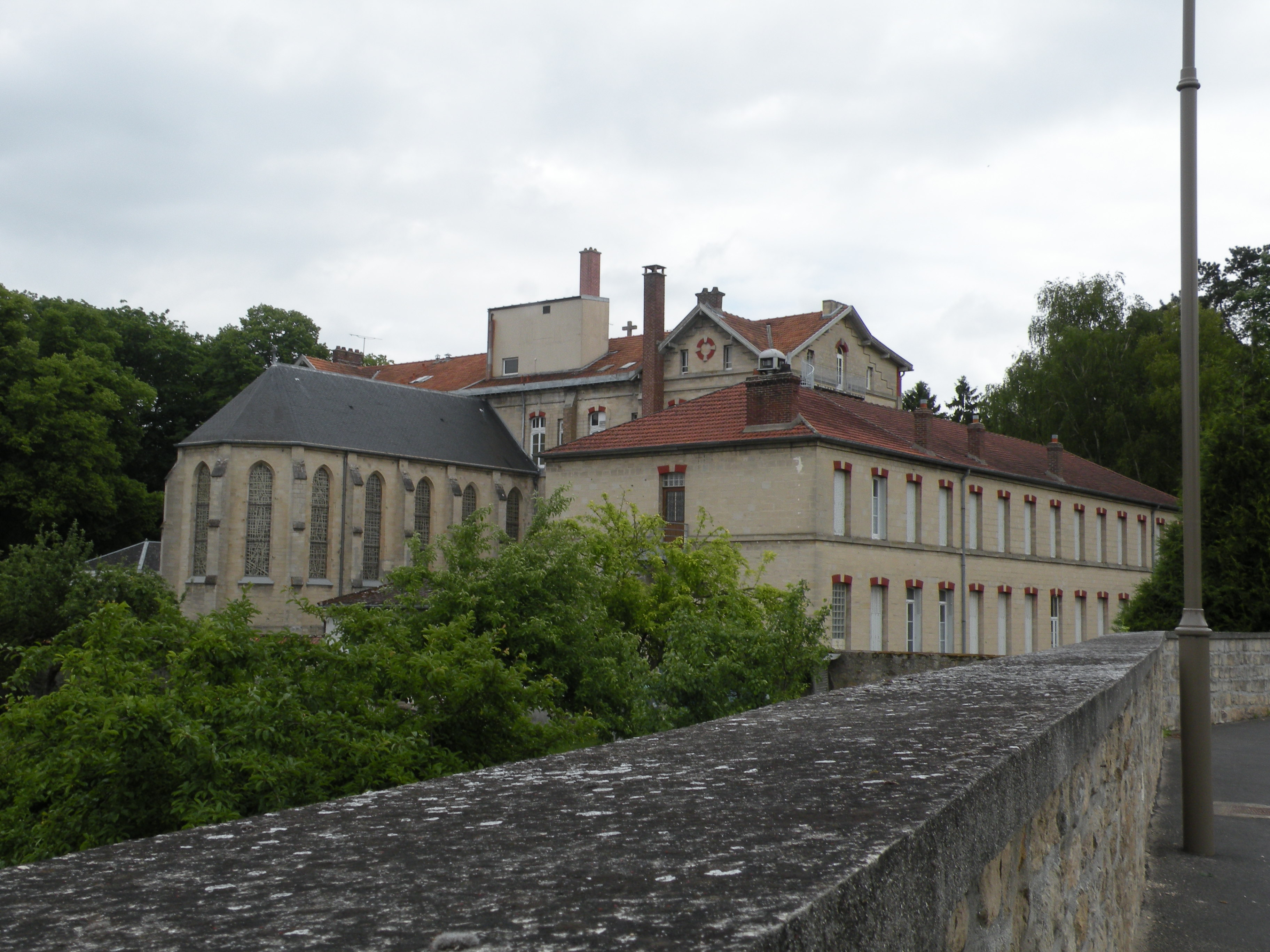
La maison de Mours.

La province de France réunit en 2017 un nombre de 161 Pères et Frères, pour la plupart ayant dépassé l'âge de 70 ans, 114 ayant plus de 80 ans, ce qui pose à terme la question de la disparition prochaine de la province. Ils sont répartis dans trois maisons de retraite (Bry-sur-Marne, Tassy et à Billère près de Pau); une maison à Mours dans le Val-d'Oise pour les sessions ; deux maisons à Paris : la maison provinciale dans le IIIe arrondissement, 5 rue Roger-Verlomme, où se trouvent les archives et l'économat et une maison pour les visites des confrères et la rédaction de leur revue trimestrielle, Voix d'Afrique, dans le XIVe arrondissement ; et enfin dans des petites communautés d'insertion à Marseille, Toulouse et Sainte-Foy-lès-Lyon. La province n'ayant plus de vocations depuis de nombreuses années, elle reçoit quelques membres plus jeunes venus d'Afrique pour être épaulée et elle est soutenue par les membres des amitiés laïques de la Société des Missionnaires d'Afrique.

### Formation
La formation ne se passe plus désormais qu'en Afrique subsaharienne. La première année spirituelle (appelée autrefois « noviciat ») se fait à Bobo-Dioulasso au Burkina-Faso pour les francophones, et à Arusha en Tanzanie et Kasama en Zambie pour les anglophones. Ensuite les années (philosophie et théologie) se poursuivent dans un contexte interculturel à Abidjan (Côte d'Ivoire), Nairobi (Kenya), Kinshasa (Congo) et Merrivale (Afrique du Sud). Sainte-Anne de Jérusalem reste un centre de formation continue, de recherches bibliques et de retraites spirituelles.
Les Pères blancs sont toujours engagés dans l'Institut pontifical d'études arabes et d'islamologie à Rome qui prépare à la licence et au doctorat.

## Spiritualité
Le fondateur des Pères blancs, Mgr Lavigerie, n'avait pas le souci de doter la société d'une spiritualité propre. Ce furent donc les jésuites au début qui formèrent les séminaristes, ce qui explique encore aujourd'hui le caractère ignatien de leur famille. Mgr Lavigerie donnait souvent en exemple des figures telles que celles de saint Vincent de Paul, apôtre de la charité, de saint Ignace de Loyola, apôtre de la foi ou de Jean-Jacques Olier, apôtre de la sainteté ecclésiastique.
Les Pères blancs des Missions d'Afrique ne doivent pas être confondus avec les Missionnaires de la Société des missions africaines — dite de Lyon — fondée en 1856 par Mgr de Marion-Brésillac à Lyon. Cette dernière se distingue notamment par le fait que dans ses constitutions, contrairement aux Pères blancs, elle n'acceptait pas en son sein de membres des régions évangélisées (dits « indigènes »), afin de ne pas les détourner du clergé diocésain, dont la formation était considérée comme prioritaire. Cette disposition sera levée en 1983.

## Supérieurs généraux
La Société des Missionnaires d'Afrique est dirigée par le fondateur, puis par un supérieur général élu par les membres du chapitre général de la congrégation.
- 1868-1890 : Charles Martial Lavigerie ;
- 1890-1922 : Léon Livinhac ;
- 1922-1936 : Paul Voillard ;
- 1936-1947 : Joseph Birraux ;
- 1947-1957 : Mgr Louis Durieux ;
- 1957-1967 : Léon Volker ;
- 1967-1974 : Théo van Asten ;
- 1974-1980 : Jean-Marie Vasseur ;
- 1980-1986 : Robert Gay ;
- 1986-1992 : Étienne Renaud ;
- 1992-1998 : Gothard Rosner ;
- 1998-2004 : François Richard ;
- 2004-2010 : Gérard Chabanon ;
- 2010-2016 : Richard Baawobr, premier supérieur d'origine africaine et anglophone ;
- À partir de 2016 : Stanley Lubungo, d'origine africaine et anglophone.

## Martyrs contemporains
- Christian Chessel (1958-1994), Tizi Ouzou ;
- Jean Chevillard (1925-1994), Tizi Ouzou ;
- Charles Deckers (1924-1994), Tizi Ouzou ;
- Alain Dieulangard (1919-1994), Tizi Ouzou.

Le martyre de ces quatre missionnaires, tués « en haine de la foi » — selon l’expression consacrée —, en Algérie en 1994, est reconnu par un décret de la Congrégation pour les causes des saints dont le pape François a approuvé la promulgation, le 26 janvier 2018. Ils ont été béatifiés le 8 décembre 2018 avec 15 autres religieux tués en Algérie entre 1994 et 1996,.

## Implantation dans les Grands Lacs

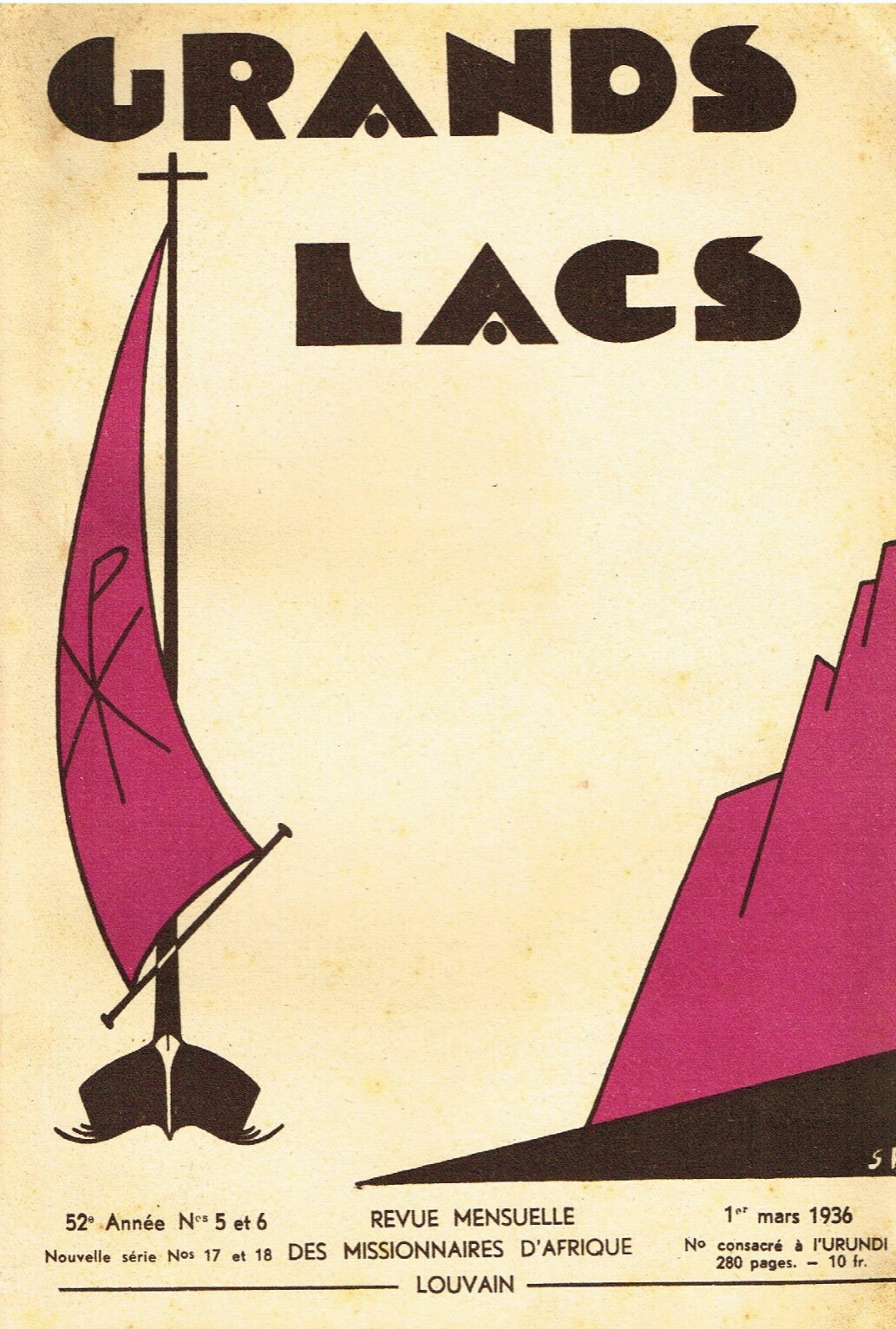
Grands Lacs, revue mensuelle missionnaire des Pères blancs, consacrée aux régions des Grands Lacs (mars 1936).

Les Pères blancs se sont distingués par leurs travaux d'ethnographie et géographie africaines. Souvent à la pointe de l'exploration scientifique du continent africain, mais aussi du combat anti-esclavagiste, ils ont tissé des liens dans toute la zone des Grands Lacs. Ils fondent quatre missions, celle du lac Nyanza, du lac Tanganyika (qui forme aujourd'hui les archidiocèses de Kampala, Gitega et Tabora), et enfin celle de Kabélé, capitale du Muata-Yamvo, ainsi qu'au point le plus au nord sur le cours du fleuve Congo. Ce sont aujourd'hui les diocèses de Kigoma, Lilongwe et Kalemie-Kirungu.
- octobre 1872, et dès 1876, des postes de mission en Kabylie et au Sahara ;

- années 1870 : les Pères blancs arrivent en même temps que deux caravanes des belges de l'Association internationale africaine ;

- septembre 1876 : l'Association internationale africaine est créée à Bruxelles par le roi Léopold II ;

- 1877 à 1884 : l'Association internationale africaine organise cinq expéditions avec Ernest François Cambier, Émile Popelin, Jules Ramaekers, Émile Storms, Jérôme Becker et Durutte. Dans ce temps-là on voulait aborder le Fleuve Congo par Zanzibar, pour ensuite le descendre, la route qu'avait suivie l'invasion arabe[29] ;

- 1878 : première expédition de l'Association internationale africaine, dirigée par le capitaine Crespel, vers le lac Tanganyka. Désertion de plus de trois cents porteurs en une journée. Sur 25 Blancs dirigés vers le lac Tanganyika, neuf seulement atteignirent le but et 15 des 16 officiers décédèrent[29]. Le lieutenant Ernest François Cambier est le seul Européen allant jusqu'à Karéma au Tanganyka ;

- 11 août 1879 : Ernest François Cambier fonde Karéma au Tanganyka. Puis il explora l'intérieur du pays bagamojo, sur l'océan Indien avant de revenir vers l'Atlantique s'occuper du chemin de fer belge ;

- 24 février 1878 : Léon XIII confie l’Afrique équatoriale aux Pères blancs ;

- juin 1878 : dix missionnaires menés par le fondateur Charles Lavigerie quittent Alger et s'élancent du port de Bagamoyo, en Tanzanie, sur la côte est de l’Afrique ;

- après trois mois et demi de marche, neuf arrivent à Tabora et cinq aux rives du lac Victoria. Deux arrivent en Ouganda en février 1879 ;

- 22 janvier 1879 : Ujiji, fondée sur le lac Tanganyika, à environ 10 kilomètres au sud de Kigoma ;

- 1880 : une seconde caravane part, puis arrive aussi à Karéma, lieu de cascades sur une série de gradins granitiques sur une longueur d'une vingtaine de km, mais décimée ;

- 4 mai 1881 : la mission de Rumonge, à 72 km de Bujumbura, à une altitude de 809 m, sur la rive est du lac, dans l'actuel Burundi, est éprouvée par un drame qui conduira à son abandon : les missionnaires entrent en conflit avec le chef Bikari, et trois d'entre eux sont tués par des flèches, dont les pères Deniaud et Augier ;

- fin 1882 : la mission de Karéma traverse le lac Tanganyika pour aller fonder la station de Mpala (en), sur la rive occidentale ;

- 1883 : nouveau poste à Kibanga (en) ;

- 1883 : la mission de Tabora, fondée en septembre 1881 est déplacée à Kipalapala ;

- 1883 : l’évêque Léon Livinhac installe sa résidence à Kamoga, dans le Bukumbi (actuelle Tanzanie), au sud du lac Victoria, puis en 1885 à Karéma au bord du lac Tanganyika ;

- 31 mai 1883 : Karéma devient le vicariat apostolique du Victoria Nyanzale, ensuite séparé entre le vicariat apostolique du Victoria Nyanza septentrional et le vicariat apostolique du Victoria Nyanza méridional ;

- 1885 : les Belges cèdent Karéma aux Pères blancs, qui en font une résidence. Ils sont ainsi présentés sur chaque rive du lac Tanganyika, à Mpala et Karéma ;

- fin 1885 : Jean-Baptiste Charbonnier (missionnaire) part avec Léon Livinhac aux abords du lac Victoria, contrée pas encore évangélisée ;

- en 1886 : Léon Livinhac parcourt le Bouganda, à l'époque des martyrs de l'Ouganda ;
- 20 mars 1887 : Jean-Baptiste Charbonnier (missionnaire) retrouve à Mpala le Père Isaac Moinet qui a constitué un corps de police ;

- 1887 : le vicariat apostolique d'Ounyanyembé est fondé avant de devenir le diocèse de Tabora ;

- fin des années 1880 : Charles Lavigerie, fondateur des Pères blancs se fait le champion de la lutte contre l'esclavage dans le monde, déclencha la ferme condamnation de cette pratique par Rome ;

- 19 septembre 1890 : Léon Livinhac participe au congrès anti-esclavagiste de Paris, avec quatorze jeunes bagandas. Un autre suivra à Paris, les 6, 7 et 8 août 1900, organisé par la Société anti-esclavagiste de France. Le congrès de 1900 accueille le général Jacques de Dixmude ; envoyé au Congo par la Société anti-esclavagiste belge en 1891, il y fait quatre séjours successifs. De 1887-1890, 1891-1894, 1895-1898 et 1902-1905 et fonda Albertville (actuelle Kalemie) début 1892 sur l'est du Tanganyka puis dirigea la récolte du caoutchouc de 1895 à 1898 dans la région d'Inongo.

### Filmographie
- 1933 : Sahara, terre féconde, documentaire réalisé par le père Félix Dufays.